# Georg Bachmayer

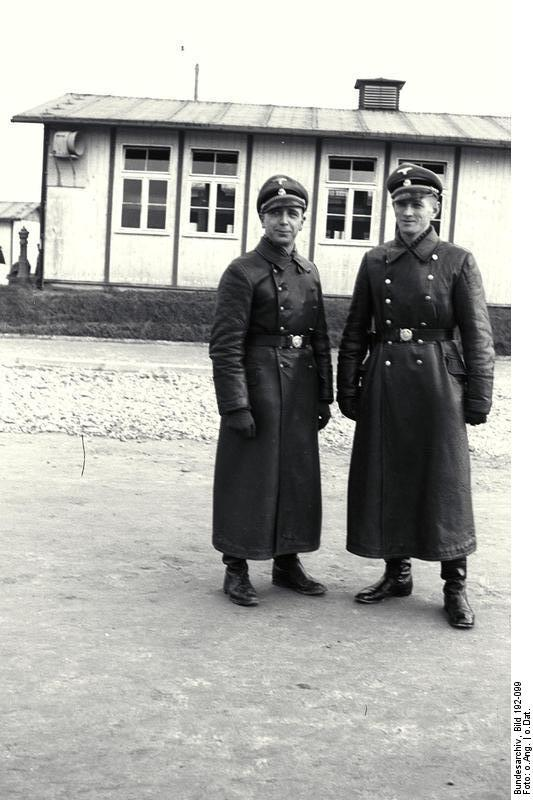
Georg Bachmayer (links) mit SS-Mann auf dem Appellplatz des KZ Mauthausen

Georg Bachmayer (* 12. Mai 1913 in Fridolfing (Bayern); † 8. Mai 1945 bei Münzbach, Österreich) war ein deutscher SS-Hauptsturmführer und der I. Schutzhaftlagerführer des KZ Mauthausen.

## Biografie
Georg Bachmayer wurde am 12. Mai 1913 im Fridolfing geboren. Nach dem Besuch von sieben Klassen Volksschule begann er als Hilfsarbeiter in einer Ziegelei zu arbeiten. Zum 1. Mai 1933 trat er der NSDAP bei (Mitgliedsnummer 3.204.530). Am 14. April 1933 wurde er Mitglied der SS (SS-Nummer 69.535). Am 20. April 1933 wurde er in die Münchener 34. SS-Standarte aufgenommen. Am 20. Januar 1934 kam Bachmayer zur Wachtruppe Oberbayern des KZ Dachau. Am 23. Mai 1936 wurde er in die SS-Totenkopfstandarte „Oberbayern“ übernommen, wo er ab 10. September 1938 als Zugführer einer Kompanie fungierte. Im Jahre 1937 hatte Bachmayer als Kanonier eines Flak-Regiments an einer zweimonatigen Reserveübung des Reichsheeres teilgenommen und beteiligte sich sowohl am Einmarsch in Österreich im März 1938 auch in Sudetenland im Herbst 1938, wo er als Angehöriger des Sudetendeutschen Freikorps, auch als „Freikorps Henlein“ bekannt.
Am 1. Januar 1939 trat Bachmayer seinen Dienst im KZ Mauthausen an. Ab März 1940 war Bachmayer Schutzhaftlagerführer im KZ Mauthausen. Bachmayer war dort für sämtliche Häftlinge sowie für den Teil der SS-Mannschaft verantwortlich, der zur Verwaltung und innerhalb des Lagers der Bewachung der Häftlinge diente. Es gehörte ebenfalls zu Bachmayers Aufgaben, die zu Mauthausen gehörenden Außenlager zu inspizieren. Im November 1943 war Bachmayer kurzzeitig Kommandoführer beim Aufbau des Außenlagers Ebensee, wurde jedoch nach wenigen Wochen von Alfons Bentele abgelöst. Bachmayer blieb danach bis zum Mai 1945 Schutzhaftlagerführer des KZ Mauthausen.
Bachmayer galt als extrem sadistisch und war aufgrund seiner Brutalität bei den Häftlingen gefürchtet. Er besaß zwei abgerichtete doggenartige Bluthunde, die er auf Gefangene hetzte und diese zerfleischten, was in der KZ-Sprache als „am Kuss des Hundes gestorben“ bezeichnet wurde. Es gibt eine Vielzahl von Einzelberichten, nach denen Bachmayer eigenhändig Personen umgebracht oder gequält hat. Er soll neu angekommenen Häftlingen beim Eintreffen im Lager mitgeteilt haben, dass Mauthausen noch niemals jemand lebend verlassen habe und dass der einzige Weg von dort nur durch den Kamin führe. Man täte besser daran, gleich „in die Drähte“ zu gehen, womit er die mit Starkstrom abgesicherten Zäune um das Konzentrationslager meinte.
Anfang Mai 1945 floh Bachmayer wie das gesamte Führungspersonal des KZ Mauthausen und suchte auf einem Bauernhof in Priehetsberg bei Münzbach Unterschlupf, wo seine Ehefrau, die sich als Flüchtling ausgegeben hatte, mit den beiden gemeinsamen Töchtern auf ihn wartete. Am 8. Mai 1945 tötete Bachmayer seine Frau und seine beiden Kinder und verübte Suizid. Am 23. Mai 1945 wurde Bachmayers Leiche von einer Kommission der US Army exhumiert, um eine Identifizierung durchzuführen und dies fotografisch festzuhalten. Im Jahr 1948 wurde seine Leiche erneut exhumiert und mitsamt seiner von ihm ermordeten Familie auf dem Ostfriedhof Münzbach beigesetzt.